# Adrian Hardy Haworth
Adrian Hardy Haworth (19 d'abril de 1767, Hull – 24 d'agost de 1833, Chelsea) va ser un entomòleg i botànic anglès.
El 1792 va residir a Little Chelsea, Londres, on es troba amb el naturalista William Jones (1750–1818) de qui va tenir molta influència. Va esdevenir Fellow de la Linnean Society of London el 1798.
En la recerca científica sobre lepidopters va ser l'autor de Lepidoptera Britannica (1803–1828).
El gènere de plantes Haworthia l'honora.

## Obres
- Synopsis Plantarum Succulentarum (London, 1812)
- Saxifragearum enumeratio (London, 1821)
- Lepidoptera Britannica (1803-1828)
- Observations on the Genus Mesembryanthemum (Londres, 1794)

La seva signatura abreujada com a botànic és Haw.